# Кофта
Ко́фта — предмет верхней плечевой вязаной одежды.
Кофта стала основой для появления свитеров, пуловеров, джемперов, жакетов, джерси и футболки. Даже если у кофты высокий застёгивающийся ворот, её правильнее называть кофтой, а не свитером.
Кофта как предмет одежды известна много веков. По некоторым данным, кофты вязали и носили ещё в Месопотамии. Кофты в качестве утепляющего слоя в одежде носили в Европе начиная с XIII века.

## Этимология
Слово «кофта» заимствовано из европейских языков — польского, а тот в свою очередь — от шведского kofta — из германских языков (ср. шведское kofta «короткое платье, плащ»). Само германское слово заимствовано из турецкого — «кафтан».

## Кардиган
Кардига́н (англ. cardigan) —  приталеная кофта без воротника с глубоким вырезом.
Назван в честь седьмого графа Кардигана, которому приписывают изобретение данного предмета одежды с целью утепления форменного мундира.